# Campionati europei paralimpici
Il campionato europeo paralimpico (in inglese: European Para Championships è un evento multisportivo disputato da atleti paralimpici provenienti da nazioni europee. Ai campionati è stato assegnato lo status di giochi regionali dal Comitato Paralimpico Europeo e offrono opportunità di qualificazione per i Giochi Paralimpici. I Campionati sono in parte analoghi ai Giochi Europei, che si svolgono un anno prima dei Giochi Paralimpici e approvati dall'EPC, e ai Campionati Europei in quanto rappresentano una combinazione di campionati europei selezionati in diversi sport.

## Storia
L'evento è fondato da Eric Kersten dai Paesi Bassi. Nel 2019, ha iniziato con l'idea di combinare diversi campionati europei di parasport dopo che la sua azienda, il Team TOC, ha organizzato i Campionati mondiali di tiro con l'arco uno dopo l'altro con i Campionati mondiali di tiro con l'arco paralimpico nel centro della città di Den Bosch.

## Edizioni
Si prevede che i campionati si terranno su un ciclo quadriennale, nell'anno che precede i Giochi Paralimpici estivi. La prima edizione dei campionati si è tenuta nell'agosto 2023 a Rotterdam, nei Paesi Bassi . A partire da febbraio 2024, Turchia e Germania si candidano per ospitare l'edizione 2027.
| Edizione | Anno | Host                   | Sport | Partecipanti | Nazioni |
| -------- | ---- | ---------------------- | ----- | ------------ | ------- |
| I        | 2023 | Rotterdam, Netherlands | 10    | 1500         | 45      |
| II       | 2027 | TBD                    |       |              |         |

## Sport
Gli sport disputati ai primi Campionati Europei Paralimpici sono: Para tiro con l'arco, Para badminton, Boccia, Para ciclismo, Goalball, Para judo, Para tiro, Para taekwondo, Basket in carrozzina, Tennis in carrozzina.